# 라르스 운너스탈
라르스 운너스탈(Lars Unnerstall, 1990년 7월 20일, 노르트라인베스트팔렌주 이벤뷔렌 ~ )은 독일의 축구 선수로, 현재 에레디비시의 FC 트벤터에서 골키퍼로 활약하고 있다.